# Сан-Роки-ду-Пику
Сан-Роки-ду-Пику (порт. São Roque do Pico) — населённый пункт и муниципалитет в Португалии, входит в округ Азорские острова. Расположен на острове Пику. Население составляет 3221 человек на 2021 год. Занимает площадь 144,31 км².
Покровителем города считается Святой Рох (порт. São Roque).
Праздник города — 16 августа.

## История
Город основан в 1542 году.

## Демография
| Численность населения муниципалитета по годам | Численность населения муниципалитета по годам | Численность населения муниципалитета по годам | Численность населения муниципалитета по годам | Численность населения муниципалитета по годам | Численность населения муниципалитета по годам | Численность населения муниципалитета по годам | Численность населения муниципалитета по годам |
| --------------------------------------------- | --------------------------------------------- | --------------------------------------------- | --------------------------------------------- | --------------------------------------------- | --------------------------------------------- | --------------------------------------------- | --------------------------------------------- |
| 1849                                          | 1900                                          | 1930                                          | 1960                                          | 1981                                          | 1991                                          | 2001                                          | 2004                                          |
| 7618                                          | 6314                                          | 5112                                          | 5292                                          | 3678                                          | 3675                                          | 3629                                          | 3705                                          |

## Состав муниципалитета
В муниципалитет входят следующие районы:
1. Праинья
2. Санта-Лузия
3. Санту-Амару
4. Санту-Антониу
5. Сан-Роке-ду-Пику